# Riemer van der Velde
Riemer van der Velde (* 28. října 1940, Bakkeveen) je nizozemský fotbalový funkcionář, který byl předsedou nizozemského klubu SC Heerenveen. V této funkci působil 23 let, 1. října 2006 rezignoval.
V době, kdy se van der Velde stal v roce 1983 předsedou klubu, měl klub mnoho dluhů a byl neznámým účastníkem Eerste Divisie, 2. ligy. Do postu trenéra jmenoval Foppe de Haana, který do té doby trénoval amatérský FC Steenwijk.
Společně v klubu působili v letech 1985 až 2004. V roce 1998 byl De Haan propuštěn. Heerenveen hrál Eredivisie, ale poté, co sestoupil a nebyl schopen v další sezóně znovu postoupit, byl nový trenér Korbach vyhozen a De Haan získal svou bývalou práci trenéra zpátky.
Heerenveen díky němu postoupil do finále poháru i do Eredivisie. Od té doby hraje Heerenveen nepřetržitě na nejvyšší úrovni. Klub se kvalifikoval na několik evropských turnajů, včetně Ligy mistrů UEFA.